# Werder (Magdeburg)
Magdeburg-Werder ist ein auf einer Elbinsel gelegener Stadtteil von Magdeburg. Er hat eine Flächengröße von 3,5896 km² und 3.087 Einwohner (Stand 31. Dezember 2021).

## Beschreibung

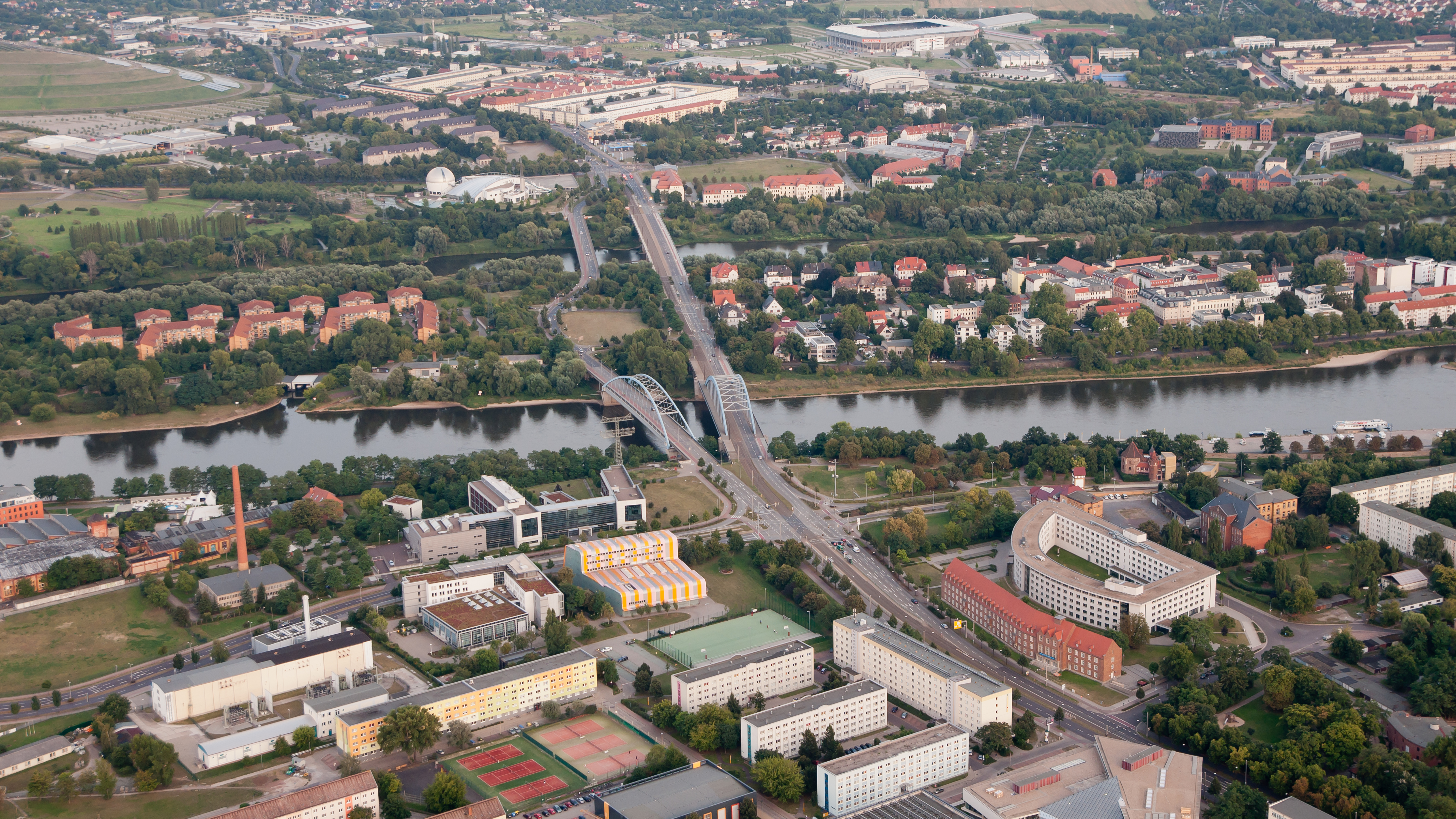
Luftbild des nördlichen Teils der Insel

Die den Stadtteil bildende ellipsenförmige Insel mit einer Nordsüdausdehnung von etwa 4,7 Kilometern liegt gegenüber den Stadtteilen Alte Neustadt, Altstadt und Buckau. Dazwischen verläuft die Stromelbe, während östlich der Insel die Alte Elbe fließt. Im Norden wird die Insel noch einmal durch einen alten Elbarm, die Zollelbe, geteilt. Der Werder ist mit dem übrigen Stadtgebiet durch drei Brückenzüge verbunden, dem Nordbrückenzug (bestehend aus den Jerusalembrücken und den Brücken des Friedens), dem Strombrückenzug (Neue Strombrücke, Zollbrücke und Anna-Ebert-Brücke) und der Sternbrücke, die nur in das westliche Stadtgebiet führt. Strukturell ist der Stadtteil zweigeteilt. Nördlich des Strombrückenzuges herrscht Wohnbebauung vor, den südlichen Teil bildet der Rotehornpark. Durch drei Straßenbahnlinien und Busverkehr ist der Stadtteil durch den öffentlichen Nahverkehr günstig erschlossen.

## Geschichtliche Entwicklung
Bis zum 17. Jahrhundert lag nördlich der heutigen Strombrücke eine Insel, deren Größe sich häufig veränderte. Als die Stadt im 18. Jahrhundert begann, den Elbverlauf zu regulieren und sich dadurch die Fließgeschwindigkeit des Flusses verringerte, kam es im Bereich der Insel zu umfangreichen Sandablagerungen, sodass sich zwei weitere Inseln bildeten. Die größte ursprüngliche Insel nannte man Sandwerder, sie reichte bis zur Nordgrenze der Altstadt. Eine weitere südöstlich gelegene Insel erhielt den Namen Kommandantenwerder. Mitte des 19. Jahrhunderts waren alle Inseln miteinander verschmolzen. Da der Werder im Vorfeld der Befestigungsanlagen Magdeburgs lag, durfte er zunächst nicht bebaut werden. Korbmacher nutzten die Insel zum Anbau von Weiden, um 1720 wurden Holzlager- und Umschlagplätze eingerichtet.
Zu Beginn des 19. Jahrhunderts entstanden die ersten Wohnhäuser, und im Norden der Insel wurde ein Erholungspark angelegt. Während der napoleonischen Besetzung Magdeburg wurde 1812 auf der Nordspitze des Werders als Teil der Stadtbefestigung eine große Schanze gebaut. 1842 wurde an der Zollelbe ein Winterschutzhafen angelegt. Die 1846 eröffnete Bahnlinie Magdeburg – Potsdam verlief zunächst über den Werder. Die vom westlichen Stadtufer herführenden Brücke wurde mehrfach umgebaut, 1895 zu einer Hubbrücke, die 1934 zur längsten Hubbrücke Europas erweitert wurde.
Als 1866 die Baubeschränkungen für das Festungsgelände teilweise aufgehoben wurden, setzte eine verstärkte Bebauung auf dem Werder ein, und es entstanden die ersten mit Wohnhäusern bebauten Straßenzüge. Im Park wurde eine Konzerthalle errichtet, die eine bedeutende Rolle im Magdeburger Kulturleben spielte. Im Zuge der zur gleichen Zeit durchgeführten Erweiterung der Festungsanlagen durch einen Außenring wurde auf der Südspitze des Werders das Fort XII gebaut. 1870 kaufte die Stadt Magdeburg aus privater Hand sechs Hektar Wiesenland im Süden der Insel, um einen neuen Stadtpark anzulegen. Das Gelände wurde seit alters her nach der Magdeburger Patrizierfamilie Rode benannt, aus dem ursprünglichen Rodenhagen entwickelte sich im Laufe der Zeit über Rotenhagen der heutige Name Rotehorn, der auch auf den neuen Park übertragen wurde. Da das westliche Elbufer dem wachsenden Schiffsumschlag nicht mehr gewachsen war, wurde der bisherige Winterschutzhafen in der Zollelbe 1880 zum neuen Magdeburger Umschlaghafen ausgebaut. Er verlor jedoch schon bald wieder an Bedeutung, als 1893 der Handelshafen im Norden der Stadt fertiggestellt war. Dagegen nahm die Attraktivität als Wohngebiet zu, und so entstanden zum Ende des 19. Jahrhunderts zahlreiche Villen Magdeburger Unternehmer.
Durch Bombengriffe im Januar 1945 erlitt der Werder erhebliche Schäden, die sowohl das Wohngebiet als auch den Rotehornpark trafen. Erst ab 1960 wurde begonnen, die Bauschäden zu beseitigen. An der Zollelbe wurde eine Reihe von Plattenbauten für Wohnzwecke errichtet und im Rotehornpark wurde die Stadthalle wieder aufgebaut. In den 1970er Jahren kamen nahe dem Strombrückenzug zwei sechzehngeschossige Hochhäuser hinzu. Nach 1990 entstanden mit dem Elbzentrum und der Siedlung Großer Werder zahlreiche neue Wohnungen. Seit 1998 hat der Mitteldeutsche Rundfunk sein Landesfunkhaus Sachsen-Anhalt auf der Insel.

## Bauwerke

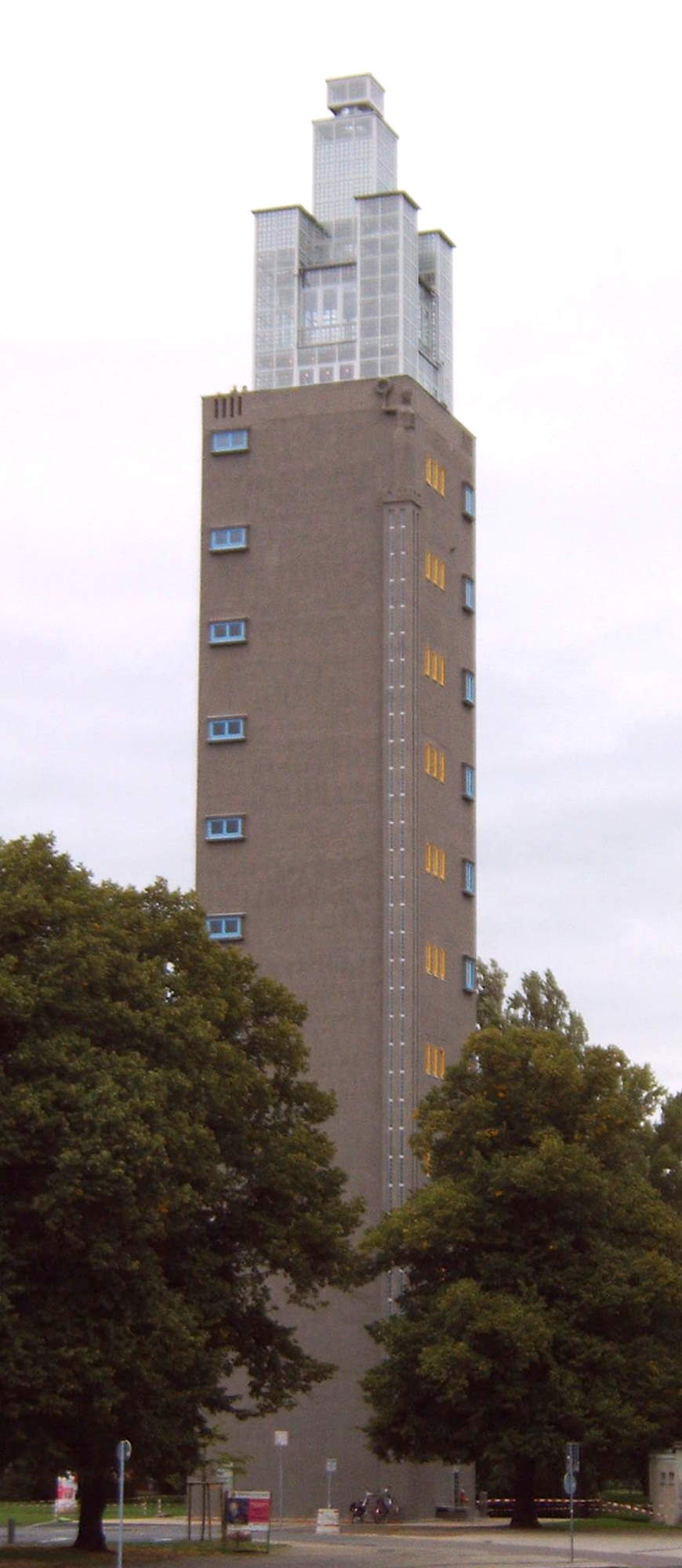
Albinmüller-Turm im Rotehornpark

Die auf dem Werder vorhandenen Kulturdenkmale sind im örtlichen Denkmalverzeichnis aufgeführt.
- Gebäude
  - Stadthalle Magdeburg und Albinmüller-Turm im Rotehornpark
  - Landesfunkhaus Sachsen-Anhalt (Mitteldeutscher Rundfunk)
  - Hyparschale, 1969 erbaute Mehrzweckhalle, vierteilige Tragkonstruktion in Schalenbauweise
  - Elbzentrum, 1996 entstandener zusammenhängender Baukomplex mit 4000 m² Gewerbeflächen und 90 Wohnungen
- Brücken
  - Jerusalembrücken
  - Brücken des Friedens
  - Neue Strombrücke Magdeburg
  - Anna-Ebert-Brücke
  - Zollbrücke
  - Hubbrücke
  - Sternbrücke
  - Brücke am Wasserfall
- Kozlowskidenkmal
- Winterhafen Magdeburg

## Ehemalige Anlagen
- Katerbowsche Badeanstalt
- Viktoriatheater
- Zitadelle Magdeburg

## Persönlichkeiten
- Hubert Materlik (1895–1944), Widerstandskämpfer gegen den Nationalsozialismus, lebte um 1938/1939, während er einer Widerstandsgruppe angehörte, in der auf dem Werder gelegenen Oststraße Nr. 4.